# Крюково (Бережанская волость, у д. Кахново)
Крюково — деревня в Бережанской волости Островского района Псковской области. 
Расположена на правом берегу реки Кухва (правый приток Великой), в 15 км к западу от центра города Остров, в 7 км к западу от деревни Рубилово и в 1 км к юго-востоку от деревни Кахново.
Численность населения деревни по состоянию на 2000 год составляла 2 человека.
До 2005 года деревня входила в состав ныне упразднённой Калининской волости с центром в д. Рубилово.